# Sågmyra
Sågmyra is een plaats in de gemeente Falun in het landschap Dalarna en de provincie Dalarnas län in Zweden. De plaats heeft 578 inwoners (2005) en een oppervlakte van 154 hectare. De plaats ligt tussen de meren Årbosjön en Gopen.

## Geboren
- Calle Halfvarsson (1989), Zweeds langlaufer

## Foto's

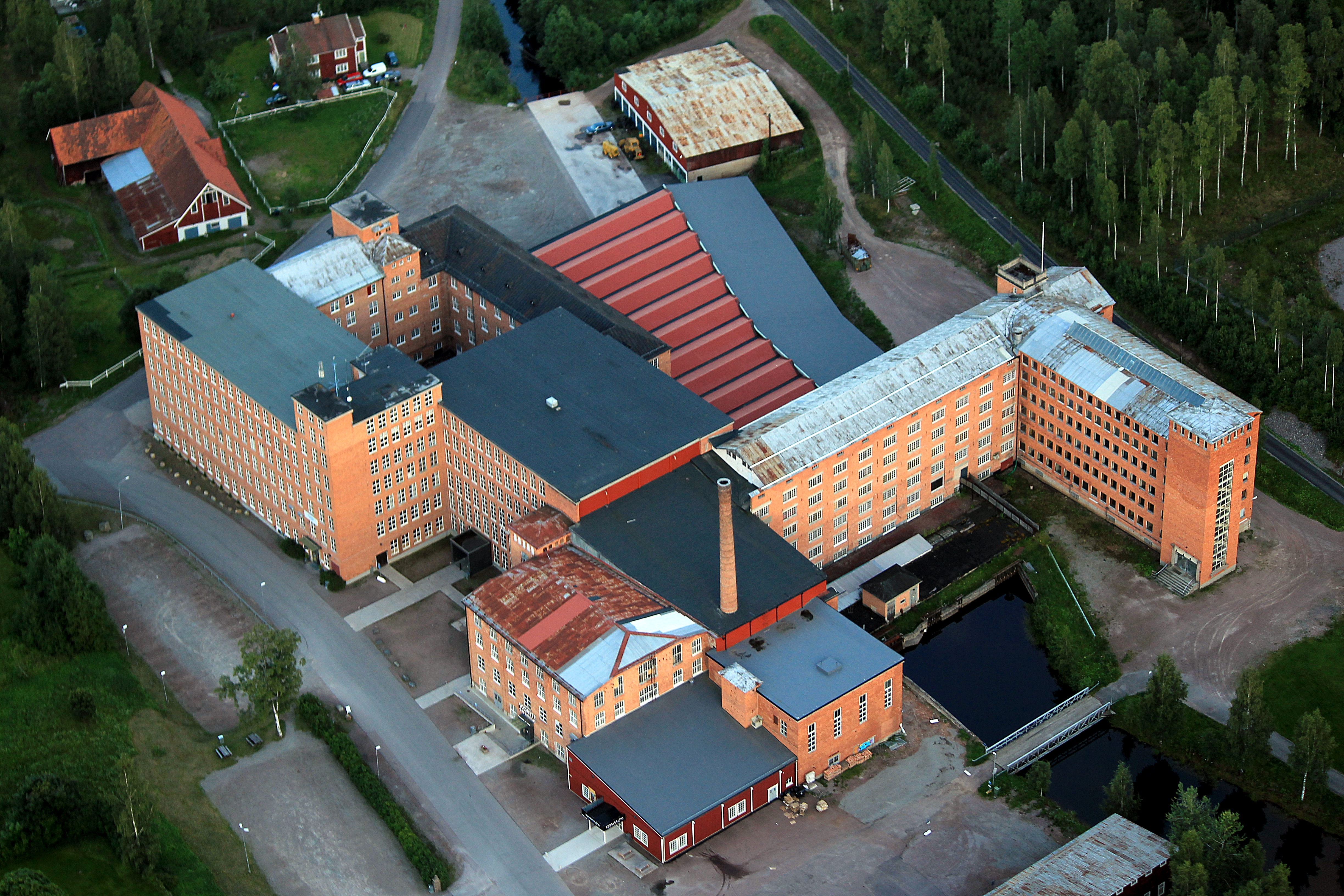
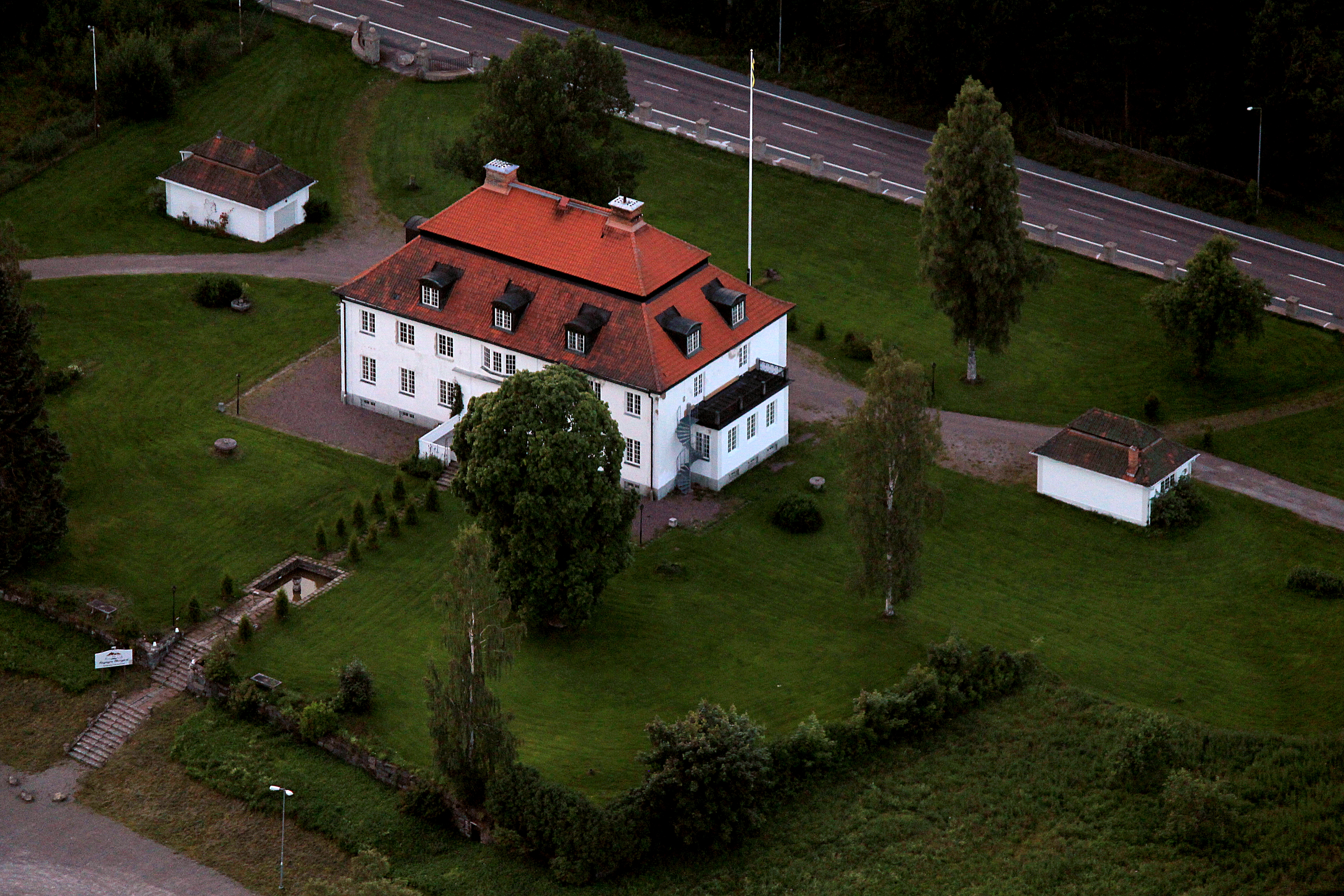
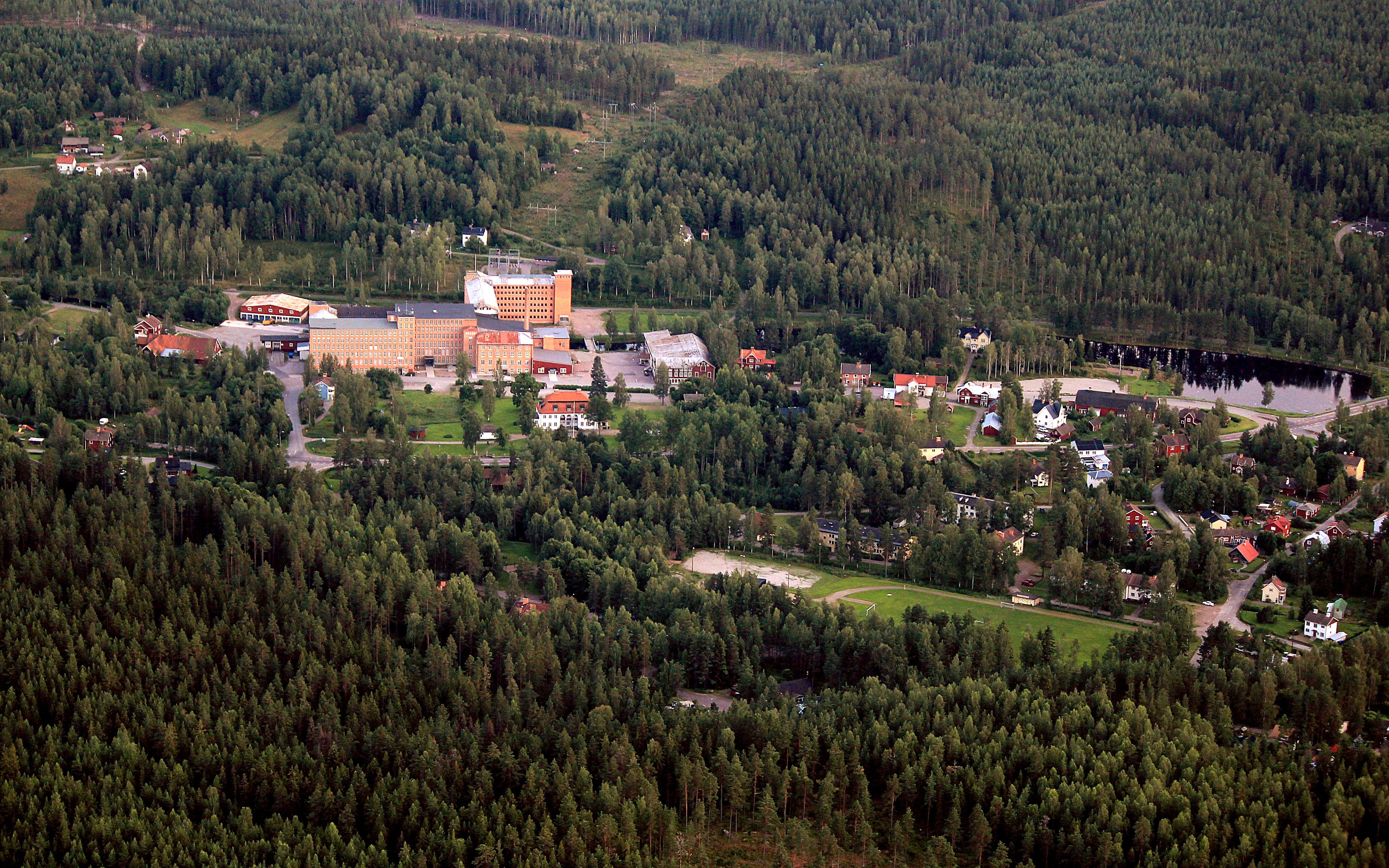